# Thomas Anders
Bernd Weidung (Münstermaifeld, 1 de marzo de 1963), más conocido por su nombre artístico Thomas Anders, es un cantante, actor, moderador, compositor y productor alemán, famoso por ser el vocalista del grupo de europop Modern Talking.
Dentro del grupo Modern Talking, junto a Dieter Bohlen, hizo carrera en los periodos 1984-1987, 1998-2004.

## Biografía
Sus padres son Helga y Peter Weidung. Tiene un hermano (Achim) y una hermana (Tania). Estuvo casado entre 1985 y 1999 con Nora Balling, a quien se suele culpar de la escisión del citado dúo. Actualmente su esposa es Claudia Hess, con quien contrajo matrimonio en 2000 y tiene un hijo llamado Alexander Mick nacido en 2002.

## Modern Talking
Thomas Anders comenzó su carrera cuando tenía 17 años en 1980 con su sencillo debut Judy. No obstante, en 1979 participó en un concurso de música organizado por la radioemisora Radio Luxemburgo, concurso que él ganó. En 1981, Thomas apareció en el show de Michael Schanze hätten Sie heut' Zeit für uns, su primer productor fue Daniel David. 
En 1983 conoció a Dieter Bohlen, quien produjo Was macht das schon, un cover en alemán de F.R. David Pick up the Phone, y también produjo la versión en alemán del tema Send Me an Angel de Real Life. 
Desde fines de 1983 hasta a mediados de 1984 Bohlen produjo muchos éxitos en idioma alemán, entre ellos Wovon träumst du denn (que estuvo entre los top 20 en Alemania), Endstation Sehnsucht y Es geht mir gut heut' Nacht. Al final de 1984, Anders y Bohlen formaron el exitoso dúo Modern Talking y debutaron con el sencillo You're My Heart, You're My Soul que tuvo éxito a nivel mundial.

## Carrera como solista (1987-1997)
En 1987, Thomas y Dieter decidieron terminar Modern Talking y continuar por su cuenta debido a las constantes peleas entre ambos. Esto llevó a Dieter Bohlen a formar su propia banda y a Anders a seguir como solista. 
En 1989, Thomas lanzó al mercado su primer álbum, Different, bajo un nuevo estilo musical, tal como lo enuncia el título en inglés del álbum ("diferente"). El primer sencillo, Love of My Own ("Amor de mi propiedad"), producido por Gus Dudgeon (productor de Elton John), alcanzó los top 30 en Alemania en el mismo año. 
El segundo álbum, Whispers, fue lanzado en 1991. Dos sencillos de este álbum ascendieron rápidamente en el chart alemán: The Sweet Hello, The Sad Goodbye escrito por el miembro de Roxette, Per Gessle, y I Can't Give You Anything (But My Love). 
En 1992, Anders lanzó su tercer álbum, Down on Sunset. Los sencillos How Deep is Your Love y Standing Alone (a dúo con Glenn Medeiros) tuvieron gran éxito en Alemania y Austria. 
Anders lanzó su cuarto álbum como solista When Will I See You Again en 1993. El primer sencillo When will I See You Again incluía a los cantantes originales de la canción, "The Three Degrees". En 1994, volvió con un álbum grabado completamente en español, Barcos de Cristal, el cual sólo se editó para Estados Unidos de América y América del Sur. Este álbum contenía canciones desde 1992 hasta 1993 y todas fueron regrabadas en español. 
Thomas lanzó un álbum más en 1995 llamado "Souled", después del cual vino un periodo de silencio hasta fines de 1997, cuando Thomas Anders y Dieter Bohlen sorprendieron al mundo entero anunciando su reunión como Modern Talking. El dúo vendió más de 50 millones de copias entre 1998 y 2003.

## Desde 2004 en adelante
A finales de 2003 Thomas firmó un contrato con el sello BMG internacional como solista después de su último álbum con Modern Talking. El primer sencillo lanzado en noviembre de 2003, Independent Girl, alcanzó el n.º 17 en el chart alemán y fue la primera vez en que Thomas colocó una canción entre los Top 20 de su país natal en su carrera en solitario. Su álbum This Time se lanzó en 2004 y entró en los Top 20 también. 
El segundo sencillo King of Love alcanzó los Top 20 en España y los Top 40 en Alemania. En este punto, Thomas estaba trabajando con su nuevo productor Peter Ries, quien había trabajado con artistas tales como Sandra y No Angels. Más tarde en 2005 Thomas ganó una batalla legal contra Dieter Bohlen a causa de acusaciones erradas por parte de Dieter Bohlen, escritas en su libro recientemente publicado. 
En marzo de 2006 publicó el disco "Songs Forever" con éxitos de los 80 en forma de Swing-Jazz. Este disco le abrió las puertas a Anders  para representar a Alemania en el Festival de Eurovisión 2006, junto a Vicky Leandros (ganadora de Eurovisión 1972), la banda country Texas Lightning y el comediante Olli Dittrich. Él no logró ganar, y mientras los espectadores lo dejaban último en las votaciones, Thomas más tarde renunciaba a BMG y se unía al sello Edel records.
En 2007 grabó el sencillo "Ibiza Baba Baya" del cual, para realizar el videoclip, contó con la colaboración de sus fanes para elegirlo. En 2008 Anders nos regaló "Good Karma", sólo disponible en Itunes, y en 2009 hizo una canción en conjunto con Sandra, (estrella de los 80), colaborando con la misma y dando como resultado "The night still young".
En diciembre de 2009 estuvo en Rusia promocionando las nuevas canciones y grabando los videoclips. En 2010 se lanzó el álbum Strong, cuyos dos sencillos se titulan Stay With Me y Why Do You Cry. 
Éste sería su último álbum en solitario, pues en mayo de 2011 inició un nuevo proyecto  ("TWO") junto al productor Joern Uwe Fahrenkrog-Petersen, el dúo llamado Anders Fahrenkrog, del cual se editó el sencillo "Gigolo" y "No More Tears On The Dancefloor". En 2012, publica "Christmas For You", donde nos encontramos versiones personales de los temas más clásicos de las fiestas navideñas como, por ejemplo, la versión de "Wham!" y su "Last Christmas". 
En 2014, se encarga de la promoción del 30 aniversario de Modern Talking, donde en un programa de la televisión alemana deja caer la posibilidad de un nuevo reencuentro con su excompañero. Al no producirse esta unión deseada por todos los fanes del dúo, en 2016 nos regala "HIStory", una visión particular de los temas míticos de Modern Talking adaptada a los nuevos años. 
En 2017, Thomas publica "Pures Leben" junto con el productor Christian Geller. El primer disco íntegro en alemán desde hacía muchos años. De ese álbum se extraen "Der beste Tag meines Lebens" y "Sternenregen". Este mismo año (2017) Thomas publica también "Modern Cooking", un libro cargado de recetas culinarias, donde Anders demuestra que aparte de cantar bien, es un manitas en la cocina.

## Discografía (solista)

### Álbumes
- 1989 Different (Teldec)
- 1991 Whispers (East West)
- 1992 Down On Sunset (Polydor)
- 1993 When Will I See You Again (Polydor)
- 1994 Barcos De Cristal (Polydor)
- 1995 Souled (Polydor)
- 1997 Live Concert (Panteón)
- 2004 This Time (BMG)(#14 Alemania)
- 2006 Songs Forever (Edel) (#43 Alemania)
- 2010 Strong (#2 Rusia) 600.000)
- 2011 Two con Uwe Fahrenkrog
- 2012 Christmas For You
- 2016  History (Modern Talking Remake Songs)
- 2017  Pures Leben (German Album)
- 2018  Ewig mit Dir (German Album)
- 2020 Das Album
- 2021 Cosmic

### Sencillos
- 1980 Judy (CBS)
- 1980 Du weinst um ihn (CBS)
- 1981 Es war die Nacht der ersten Liebe (CBS)
- 1982 Ich will nicht dein Leben (Hansa Records)
- 1983 Was macht das schon (Hansa Records)
- 1983 Wovon träumst du denn (Hansa Records)
- 1983 Heißkalter Engel (Hansa Records)
- 1984 Endstation Sehnsucht (Hansa Records)
- 1984 Es geht mir gut heut' Nacht (Hansa Records)
- 1989 Love Of My Own (Teldec) (#24 Alemania)
- 1989 One Thing (Teldec)
- 1989 Soldier (Teldec)
- 1991 The Sweet Hello, The Sad Goodbye (East West)
- 1991 Can't Give You Anything (But My Love) (East West) (#73 Alemania)
- 1991 Can't Give You Anything But My Love remix (East West)
- 1991 True Love (East West)
- 1992 How Deep Is Your Love (Polydor) (#71 Alemania)
- 1992 Standing Alone (Polydor) (#72 Alemania)
- 1993 When Will I See You Again (Polydor) (#37 Alemania)
- 1993 I'll Love You Forever (Polydor) (#79 Alemania)
- 1993 I'll Love You Forever - Remix (Polydor)
- 1994 The Love In Me (Polydor)
- 1994 The Love In Me - The Remixes (Polydor)
- 1994 Road To Higher Love (Polydor)
- 1995 Never Knew Love Like This Before (Polydor)
- 1995 A Little Bit Of Lovin (Polydor)
- 1995 Never Knew Love Like This Before - Remixes (Polydor)
- 2003 Independent Girl (BMG) (#17 Alemania) (#6 Rusia), (#57Austria)
- 2004 King Of Love (BMG) (#37 Alemania) (#16 España) (#1 Turquía)
- 2004 Tonight Is The Night (#60 Alemania), (#66 Rusia)
- 2004 Just Dream! (BMG) (#64 Alemania)
- 2006 Songs Forever (Edel)
- 2006 A Very Special Feeling (Lanzado con fines caritativos)
- 2007 Ibiza Baba Baya feat. Sound Chateau (Edel)
- 2007  For You feat. Sound Chateau
- 2008 Good Karma (Edel)
- 2009 The Night Still Young (Virgin)
- 2010  Why Do You Cry?
- 2010  Stay With Me
- 2010  The Christmas Song
- 2012  No Ordinary Love
- 2017     Der beste Tag meines Lebens
- 2017     Sternenregen
- 2018     Das Leben ist jetzt
- 2021 Cosmic Rider

### Videos musicales
- Heißkalter Engel. 1983
- Wovon träumst du denn. 1983
- Es geht mir gut heut' Nacht. 1984
- Love Of My Own. 1989
- One Thing. 1989
- Soldier. 1989
- Can't Give You Anything. 1991
- Standing Alone. 1992
- When Will I See You Again. 1993
- Road To Higher Love. 1994
- Independent Girl. 2003
- King Of Love. 2004
- Tonight Is The Night. 2004
- Cry For Help. 2006
- All Around The World. 2006
- Ibiza Baba Baya. 2007
- The Night Still Young. 2009
- Why Do You Cry. 2010
- Stay With Me. 2010
- Gigolo. 2011 (Anders Fahrenkrog)
- No More Tears On The Dancefloor. 2011 (Anders Fahrenkrog)
- No Ordinary Love. 2012 (Kamaliya Featuring Thomas Anders)
- We Are One.2013 (Omid Soltani feat. Thomas Anders)
- Der beste Tag meines Lebens 2017
- Sternenregen 2017
- Das Leben ist jetzt 	2018
- Sie Sagte Doch Sie Liebt Mich (with Florian Silbereisen) 2018
- Cosmic Rider 2021

## Colaboraciones
- Feel For The Physical (con Pointer Sisters)
- Standing Alone (con Glenn Medeiros)
- 1993 When Will I See   bvï Again (con The Three Degrees)
- The sweet hello, The sad goodbye (escrito por Per Gessle)
- Soldier (producido por Alan Tarney)
- The Night Still Young (con Sandra)

## Nota
- Información referente al Chart Alemán está de acuerdo con "German Media Control radio airplay chart".